# Kukmaki
Kukmaki (znanstveno ime Agaricus) so rod gliv iz družine kurmark (Agaricaceae). Po domače jih imenujejo tudi šampinjoni. Razširjeni so po vsemu svetu. Opisanih je 620 različnih vrst.
Kukmaki igrajo veliko vlogo v prehrani človeštva, saj nekatere vrste teh gob umetno gojijo po vsem svetu. V naravi uspeva veliko različnih vrst, od katerih so nekatere tudi strupene. 
Mladi kukmaki imajo vsi obroček ali zastiralce, ki pri starejših primerkih pogosto odpade. Klobuki te gobje vrste so pri mladih gobah vedno polkrožni, pri nekaterih vrstah pa se kasneje odprejo in skoraj povsem zravnajo. Razdelimo jih lahko na dve skupini, na takšne, pri katerih se zastiralce odtrga ali zatrga navzgor po betu, če ga želimo odstraniti, pri drugih pa se zatrga navzdol po betu. Torej je obroček viseč ali pa štrleč navzgor. Obstajajo tudi delitve glede na barvo mesa. Pri katerih vrstah kukmakov namreč meso pri prerezu bolj ali manj rumeni, pri drugih pa postaja na ranjenih mestih rdečkasto. Med rdečečimi kukmaki ni strupenih vrst, med rumenečimi pa so lahko nekateri strupeni, kot sta na primer karbolni kukmak (Agaricus xanthodermus) in Bresadolov kukmak (Agaricus bresadolanus).
Vse vrste kukmakov imajo bolj ali manj temnorjave trose, tako da barva lističev z dozorevanjem trosov prehaja od rožnate, pa vse do temno rjave, skoraj črne. Zaradi temne trosovnice in specifične barve trosov kukmake zlahka ločujemo od mušnic, ki imajo vselej bele trose.

## Seznam kukmakov Slovenije[3]
- odsekanodniščni kukmak (Agaricus abruptibulbus)
- dolgobetni kukmak (Agaricus altipes)
- mušničasti kukmak (Agaricus amanitiformis)
- poljski kukmak (Agaricus arvensis)
- veličastni kukmak (Agaricus augustus)
- Benešev kukmak (Agaricus benesii)
- Bernardov kukmak (Agaricus bernardii)
- dvotrosni kukmak (Agaricus bisporus)
- mestni kukmak (Agaricus bitorquis)
- šopasti kukmak (Agaricus bohusii)
- Bresadolov kukmak (Agaricus bresadolanus)
- travniški kukmak (Agaricus campestris)
- resasti kukmak (Agaricus cappellianus)
- belokožni kukmak (Agaricus chionodermus)
- tratni kukmak (Agaricus comtulus)
- bakreni kukmak (Agaricus cupreobrunneus)
- osladni kukmak (Agaricus dulcidulus)
- rjavovlaknati kukmak (Agaricus fuscofibrillosus)
- odsekani kukmak (Agaricus essettei)
- zgodnji kukmak (Agaricus heimii)
- fenolni kukmak (Agaricus hondensis)
- smrdeči kukmak (Agaricus impudicus)
- Langejev kukmak (Agaricus langei)
- šilasti kukmak (Agaricus lanipes)
- obalni kukmak (Agaricus litoralis)
- blatni kukmak (Agaricus lutosus)
- čokati kukmak (Agaricus macrocarpus)
- košenični kukmak (Agaricus macrosporoides)
- drobceni kukmak (Agaricus minimus)
- Möllerjev kukmak (Agaricus moelleri)
- snežnati kukmak (Agaricus osecanus)
- rjavoluski kukmak (Agaricus phaeolepidotus)
- oblogasti kukmak (Agaricus placomyces)
- škrlatasti kukmak (Agaricus porphyrizon)
- pašniški kukmak (Agaricus pseudopratensis)
- rožnolistni kukmak (Agaricus rusiophyllus)
- pritlikavi kukmak (Agaricus semotus)
- kosmičasti kukmak (Agaricus subfloccosus)
- opasani kukmak (Agaricus subperonatus)
- gozdni kukmak (Agaricus sylvaticus)
- hostni kukmak (Agaricus sylvicola)
- zajetni kukmak (Agaricus urinascens)
- karbolni kukmak (Agaricus xanthodermus)
- žoltoluski kukmak (Agaricus xantholepis)